# Стряма
Стряма (в античні часи відома як Сирмос, грец. Σύρμος) — річка на півдні Болгарії, одна з основних приток Мариці. Має довжину 110 км та площу басейну 2 853 км².
Бере початок у Старій Планині неподалік вершини Вежен. Тече гірською місцевістю у південно-східному, пізніше —південному напрямку. Впадає до Мариці за 15 км на схід від Пловдива.
| Болгарія | Це незавершена стаття з географії Болгарії. Ви можете допомогти проєкту, виправивши або дописавши її. |